# 온두라스황단
온두라스황단(Dalbergia stevensonii)은 온두라스 로즈우드(Honduras rosewood)라 불리며, 중앙아메리카에 분포하는 콩과 나무 종이다. 벨리즈와, 인접한 과테말라, 멕시코 지역의 이파리 넓은 사철 식물이 무성한 습지림(broadleaf evergreen swamp forest)에서 자라난다. 목재는 가치가 굉장히 높고, 불법 벌목으로 인해 개체수가 줄어들어왔다. 온두라스황단은 높이 15–30 m, 지름 91cm까지 자라나는 중형 나무이다. 줄기는 보통 지면에서 6~8 m 높이에서 분기한다.

## 서식지
온두라스황단은 계절적으로, 영구적으로 홍수가 나는 열대의 이파리 넓은 사철 식물이 무성한 저지대 습지림에서 발견된다. 이러한 환경을 가진 서식지가 드물기 때문에 온두라스황단의 서식지 또한 드물다. 벨리즈의 톨레도 지역에서 서식하며, 온두라스와 과테말라에서는 이파리 넓은 식물이 무성한 삼림에서 발견되고, 멕시코에서는 사철 식물이 무성한 우림과 참나무 삼림에서 발견된다.
개체수는 목재 벌목과 서식지 파괴로 줄어드는 것 같다.
온두라스황단이 생태계에서 담당하는 역할에 대해서는 거의 알려지지 않았다. 다른 콩과식물처럼 질소 고정 능력이 있는데, 토양을 기름지게 하는 데 큰 역할을 한다.

## 용도

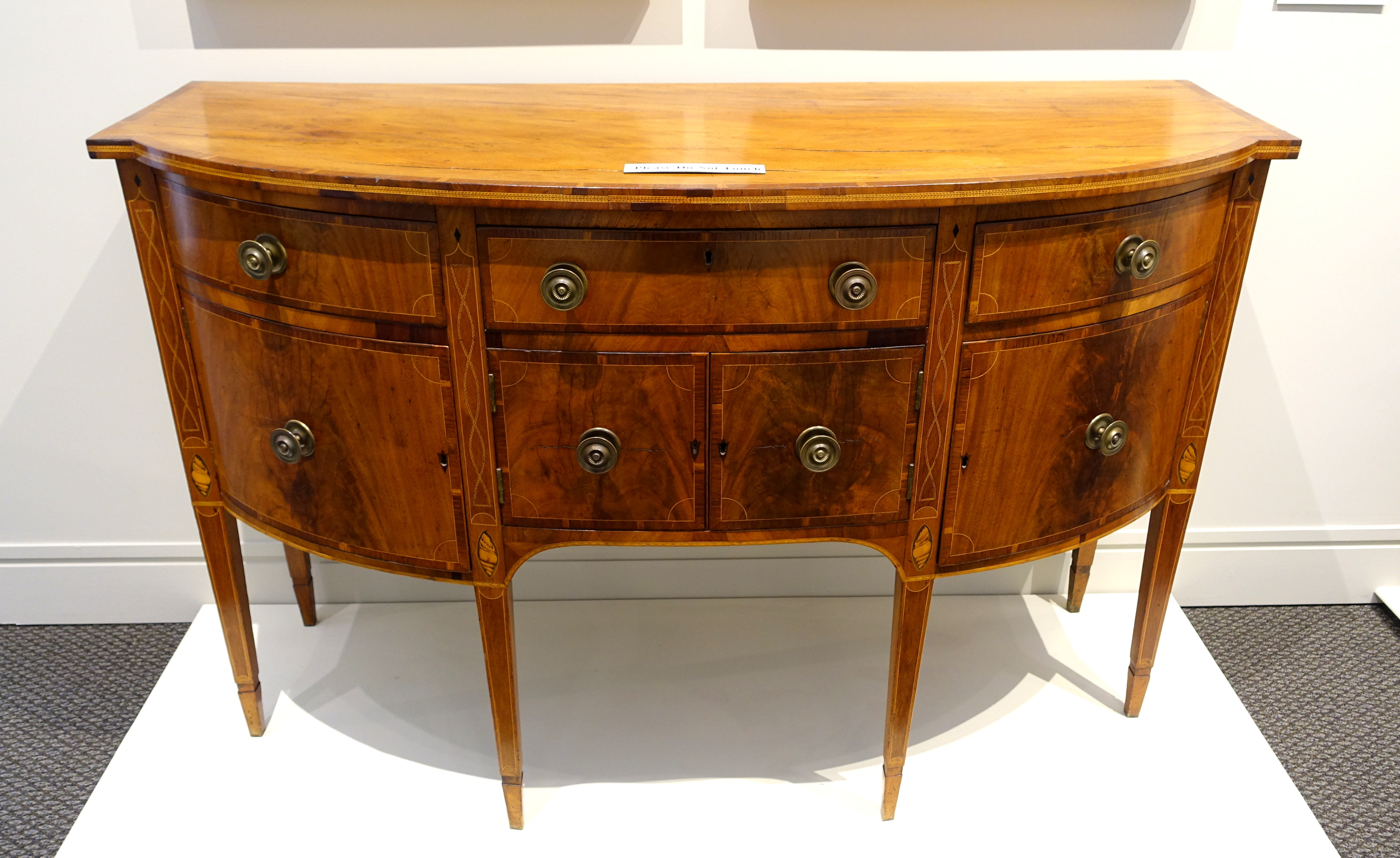
온두라스황단 박편을 포함한 박편을 사용하여 1798년에 만들어진 사이드보드

온두라스황단은 색깔이 화려한 목재로 알려져 있다. 심재와 변재 사이에는 뚜렷한 경계가 있으며, 뚜렷한 밝고 짙은 줄무늬는 아름다운 나이테를 형성한다. 표면의 색깔은 회색이며 나무 중심의 색깔은 분홍색 또는 자줏빛 갈다. 목재는 굉장히 무겁고 튼튼하다. 마른 목재의 무게는 1평방미터 당 960kg에 달한다.
온두라스황단은 훌륭한 악기 재료로 여겨진다. 마림바, 실로폰의 바를 만드는 데 쓰였으며, 밀도가 높고 튼튼해서 흑황단보다 더 좋다고 여겨진다. 온두라스황단은 기타, 가구, 밴조, 조각 등의 재료로 다양하게 쓰인다. 아시아에서는 가구와 박편을 만드는 데에도 쓰인다. 벨리즈에서는 그릇, 나무조각 같은 작은 제품을 만드는 데 쓰인다.

## 시장
세계적으로 온두라스황단은 인기가 높으며 계속해서 높아지고 있다. 야생에서 찾아보기 어렵고, 나무가 아주 크지 않은데다, 오로지 심재만 상업적으로 가치 있고, 나무의 생산량이 굉장히 적기 때문에 높은 가격대를 형성하고 있다. 온두라스황단은 흑황단을 대체하는 데 쓰이며, 흑황단 매물이 점점 줄어들고 있기 때문에 온두라스황단의 인기가 점점 높아지고 있다. 온두라스황단은 과테말라에서 주로 일본, 엘살바도르, 미국, 독일, 벨리즈, 네덜란드 등으로 수출된다.
20세기 초와 마찬가지로, 벌목은 벨리즈의 주요 경제 활동이다. 벨리즈는 완전 가공, 반 가공 상품을 제외한 온두라스황단의 수출을 금지했다. 1996년에는 통나무의 수출을 허용하도록 법이 개정되었다. 서식지로 접근성이 좋아졌고, 시장에서 다른 자단류가 줄어들고 있기 때문에 온두라스황단의 벌목이 증가할 수도 있다.

## 보호
온두라스황단을 보호하고자 하는 시도는 언제나 성공적이지는 않았다. 이 나무를 보호하려 한 몇몇 노동자들은 과테말라에서조차 살해당했다. 국경을 넘나드는 벌목을 포함한 불법 벌목은 온두라스황단에 있어 제일 심각한 위협이다. 정부가 밀수를 통제하기란 참으로 어렵고, 구매자들은 목재의 실제 원산국가를 모를 수도 있다. 게다가 목재는 대개 밤에 수송되며 공식적인 삼림 지구 도장(forest sector stamp)이 없을 수도 있다. 농경 활동으로 인해 간접적으로 해를 입을지도 모른다. 예를 들어 농부들은 나무를 벌목하여 농장을 만들려면 강에서 20 m 이상 떨어져야 한다는 규칙을 무시하는 경우가 흔하다. 이는 주로 강 근처에서 자라는 온두라스황단 같은 식물들에게 있어 중요하다.
벨리즈는 온두라스황단의 벌목을 제한해왔으며, 벌목하기 위해서는 면허증이 필요하지만, 환경 보호를 위한 자금 지원이 충분하지 않다. 2001년에 벨리즈의 톨레도 지방에서 허리케인으로 인한 광범위한 피해가 발생한 이후, 야크사크 보전 신탁(Yaksak Conservation Trust)은 온두라스황단 등의 오랫동안 벌목되어온 종들의 묘목을 심는 데 집중하는 나무심기 프로그램을 세웠다. 벨리즈는 현재 전체 면적의 36%를 보호구역으로 지정하고 있다.

## 인공번식
온두라스황단은 상업적으로 가치가 높지만 조림지에서는 보기 드물다. 온두라스황단의 그루터기에서는 손쉽게 새 가지가 자라나고, 빠르게 심재를 만들어내며, 주의깊게 관리하면 가치있는 목재를 빠르게 생산할 수 있다. 하지만 발아가 까다롭다. 2012년에 벨리즈에서 발아 시험이 있었는데, 대부분의 씨앗에서 작은 흰색 애벌레들을 발견했다. 발아한 씨앗은 극히 드물었고, 묘목은 몇 달 뒤에는 전부 죽어버렸다. 이는 아마도 어째서 벨리즈에서 온두라스황단 조림지를 찾아볼 수 없는지 설명할 수 있을 것이다. 과테말라에서는 서식 면적과 조림 벌목에 대한 어떠한 데이터도 없다.